# Operação Faustschlag
A Operação Faustschlag ("Soco de Punho"), também conhecida como "Guerra dos Onze Dias", foi uma grande ofensiva das forças das Potências Centrais contra a Rússia Soviética, durante a Primeira Guerra Mundial. Foi do final de fevereiro de 1918 até o começo de março do mesmo ano e acabou sendo a última grande investida, feita por qualquer lado, da Frente Oriental e foi responsável por tirar os russos da guerra.

## Eventos
Após os bolcheviques ganharem o poder na Rússia após a Revolução de Outubro, em 1917, eles anunciaram que encerrariam a participação do seu país na Primeira Grande Guerra e iniciariam negociações de paz com a Alemanha. As conversas oficialmente começaram em 3 de dezembro, na cidade de Brest-Litovsk, e prosseguiram pelo mês inteiro. As Potências Centrais exigiam enormes concessões territoriais, incluindo grandes áreas na Polônia, Lituânia e no oeste da Letônia. Os bolcheviques se recusaram e as conversações pararam. Leon Trotsky sabia das tensões dentro do Império Alemão e acreditava que uma revolução poderia acontecer por lá. Ele defendia a política de "nem paz, nem guerra", esperando as tensões desescalarem, e em janeiro de 1918 declarou a Rússia fora da guerra. A Alemanha achou isso inaceitável e o general Max Hoffmann começou a mobilizar suas tropas. Já o comandante soviético Nikolai Krylenko estava no caminho oposto, desmobilizando seus soldados e lentamente reorganizando suas unidades. Eventualmente, ele dispersou a maioria dos seus homens, deixando o fronte razoavelmente desguarnecido.

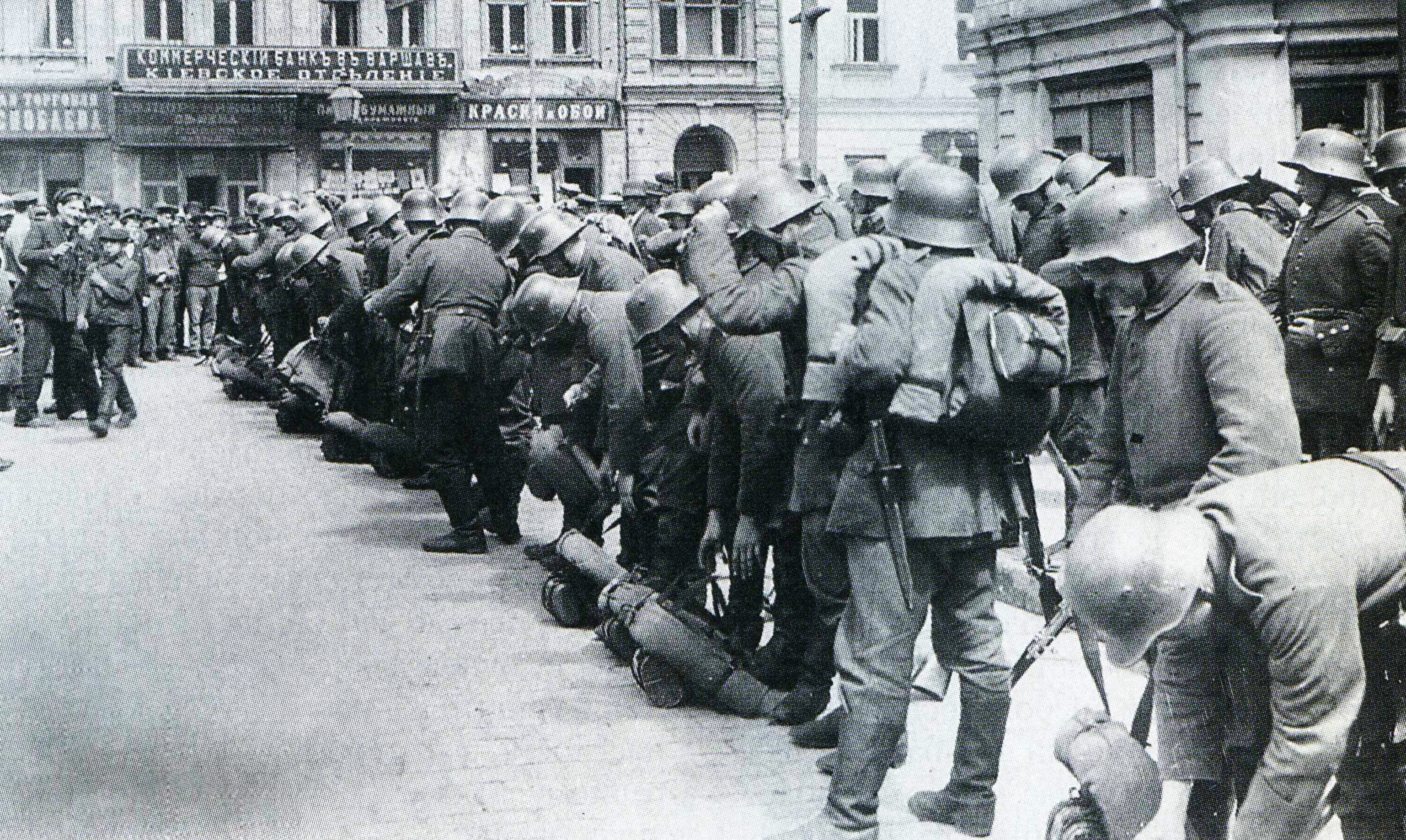
Tropas alemãs em Kiev, em março de 1918.

Em 18 de fevereiro de 1918, o exército alemão, apoiado pelos austro-húngaros, começaram sua ofensiva, codinome Faustschlag, com 53 divisões na linha de frente. Os ataques iniciais se moviam em direção as cidades de Narva, Smolensk e Kiev. Em boa parte, os avanços das Potências Centrais não encontraram tanta resistência e cidades como Daugavpils caíram sem muito esforço. Minsk caiu após três dias de ofensivas e logo em seguida, após a destruição do exército russo do sul, foi a vez da cidade de Jitomir ser tomada. Em 2 de março, Kiev foi ocupada. O avanço das Potências Centrais parecia implacável, com as tropas alemãs a apenas 160 km de Petrogrado, forçando os bolcheviques a mudar sua de facto capital para Moscou. O general Hoffmann teria zombado dos russos e salientou sua surpresa em conquistar uma vitória tão fácil. Em 2 de março, os alemães e os austro-húngaros já ocupavam grandes porções da Ucrânia, de Belarus e dos Países Bálticos.
O fato era que a Rússia Soviética pós-revolução continuava um caos. Seus exércitos não tinham qualquer condição de resistir e com a sombra da guerra civil se aproximando, o governo bolchevique estava mais preocupado em se perpetuar no poder do que defender o território do país. Embora, em Petrogrado, ainda havia aqueles que defendiam a continuidade do conflito contra os alemães, Lenin e Trotsky discordavam, sabendo que não havia condições de vencer. Com territórios como a Estônia proclamando independência e o caos se instaurando no oeste, o conselho soviético decidiu aceitar os termos alemães para a paz, o que levou a assinatura do Tratado de Brest-Litovski (3 de março de 1918).